# Фельдшпатизація
Фельдшпатизація (рос. фельдшпатизация, англ. feldspathisation, нім. Feldspatisierung f) – процес збагачення гірських порід новоутвореними лужними польовими шпатами внаслідок просякнення порід відповідними розчинами. Спостерігається при ін’єкційному і контактовому метаморфізмі та при гідротермальних змінах. У залежності від складу новоутвореного польового шпату розрізняють процеси альбітизації та калішпатизації. З фельдшпатизацією просторово пов’язані процеси цоїзитизації.